# СОКО
Авиационная фабрика СОКО (серб. SOKO - Vazduhoplovna Industrija Mostar, Vazduhoplovna Industrija SOKO DD) находится в городе Мостар, Республики Босния и Герцеговина. Во времена существования СФР Югославии на фабрике производились различные виды самолётов для нужд Югославской Народной Армии, а также на экспорт. В настоящее время на фабрике производятся автомобильные детали.

## Самолёты СОКО
- 522
- С-55-5 Мк. 5
- Г-2 Галеб (Н-60)
  - Г-2A
- Г-3 Галеб
- Ј-21 Јастреб
  - J-1 (J-21)
  - РЈ-1 (ИЈ-21)
  - ТЈ-1 (НЈ-21) Јастреб
- Ј-20 Крагуј
- Ј-22 Орао
  - Орао 1 (ИЈ/ИНЈ-22)
  - Орао 2 (Ј-22)
  - Орао 2 (НЈ-22)
- Г-4 Супер Галеб (Н-62)
  - Г-4M Супер Галеб

## Лицензионное производство
В различные годы на фабрике СОКО по лицензии производились вертолёты Westland и Aérospatiale.